# اجسام دوله
اجسام دوله (آلمانی: Döhle-Körperchen؛ ‏انگلیسی: Döhle bodies) اجسام انکلوزیونی لکوسیتی بازوفیلیک به رنگ آبی روشن-خاکستری هستند که در بخش پیرامونی سیتوپلاسم نوتروفیل‌ها یافت می‌شود. قطر اینها ۱ تا ۳ میکرون است و دربارهٔ نحوه شکل‌گیری‌شان اطلاعات چندانی در دست نیست اما احتمال دارد بازماندهٔ شبکه آندوپلاسمی باشند. این اجسام نام خود را از آسیب‌شناس آلمانی کارل گوتفریت پائول دوله می‌گیرند و اغلب بخشی از گرانول‌های توکسیک هستند. با این حال، مشخص شده است که برخی از افراد سالم ممکن است دارای اجسام دوله پایدار باشند که در نوتروفیل‌هایشان یافت می‌شود. اجسام دوله در سوختگی، عفونت، نئوپلاسم، سندرم فانکونی و واکنش لکوموئید دیده شده است. اجسام دوله به‌وفور در اسب‌ها و گربه‌ها یافت می‌شود.